# 周東佑京
周東 佑京（しゅうとう うきょう、1996年2月10日 - ）は、群馬県新田郡藪塚本町（現：太田市）出身のプロ野球選手（内野手、外野手）。右投左打。福岡ソフトバンクホークス所属。
NPBにおける育成選手出身者初の盗塁王かつ、連続試合盗塁記録の世界記録保持者（13試合連続）。育成出身野手初の月間MVP受賞者。

## 経歴

### プロ入り前
太田市立藪塚本町小学校2年時に「藪塚リトルファイターズ」で軟式野球を始める。太田市立藪塚本町中学校時代は硬式の太田ボーイズに所属。
2011年、東京農業大学第二高等学校に入学。3年時には主将として夏の群馬大会では「2番・遊撃手」で17打数7安打で打率.412・盗塁5、チームは決勝で髙橋光成を擁する前橋育英高等学校に敗れる。甲子園出場経験はなし。
2014年、東京農業大学生物産業学部に入学。北海道学生野球連盟所属の硬式野球部に入部。1年時からレギュラーとして試合に出場する。1年時は指名打者・外野手、2年時は外野手、3年時は三塁手、4年時は三塁手・遊撃手と様々なポジションを守りながら試合に出場。また3年秋季から4年春季まで主将を務めた。北海道六大学リーグでは3年春にベストナイン（三塁手）、3年秋に優秀選手賞、4年春に最高殊勲選手・ベストナイン（遊撃手）を受賞。全日本大学野球選手権大会に3度、明治神宮野球大会に1度出場、全国大会通算で7試合に出場し打率.364という成績を残した。大学4年間で通算40盗塁を記録している。
2017年10月26日に行われたドラフト会議では、福岡ソフトバンクホークスから育成2位指名を受け、11月7日、支度金300万円・年俸400万円で入団した。背番号は121。

### ソフトバンク時代
2018年はウエスタン・リーグ公式戦の開幕戦から出場し、前半戦で14盗塁、7月12日に行われたフレッシュオールスターゲームに選出され、2安打を打ち優秀選手賞を受賞する。二軍公式戦では通算で90試合に出場し、打率.233、リーグトップの27盗塁、14打点。プエルトリコのウインターリーグにも派遣され、26試合に出場して打率.304。
2019年は宮崎春季キャンプでA組に抜擢される。オープン戦も一軍帯同で14試合に出場する。11打数1安打、打率.091という成績だったが、3月26日に支配下選手登録された。背番号は23。支配下選手登録に伴い、年俸600万円（金額は推定）となる。開幕から野手に故障者が相次いだことで、4月上旬に一軍に初めて昇格する。4月7日に初出場、4月9日に初盗塁、4月21日に初スタメンを果たすと、その試合でプロ初安打・初本塁打となる3点本塁打を含む4打点と活躍した。以後はスタメンとしての出場も増え、ゴールデンウィーク終了までに9盗塁を決めるなど足でもチームに貢献した。一方で、ゴールデンウィークが明けると打撃の調子が下降したことに加えて釜元豪の台頭や今宮健太・福田秀平ら一部の故障者の復帰もあり、次第に先発出場の機会がなくなり、主に代走からの出場や守備固めとして起用され、最終的にはチームトップの25盗塁を記録した。盗塁成功率は83.3%（企図数30）であり、同年のパ・リーグで盗塁企図数20以上を記録した選手中、最も成功率が高かった。内訳として、先発した23試合では9盗塁、途中守備から出場した試合でも1盗塁で、15盗塁は代走として記録したもの失敗5回のうち、1回は走者一・三塁の場面の三塁走者としてダブルスチールを試みた際で、二塁への盗塁失敗は4回だった。12月3日、1400万円増となる推定年俸2000万円で契約を更改した。
2020年はシーズン前半において代走や守備固めでの出場が多く、初盗塁は開幕から1か月以上経った7月24日まで持ち越されたが、8月10盗塁、9月14盗塁、10月23盗塁と一気に盗塁を積み重ねる。9月中旬からは打撃の調子も上がり、リードオフマンに定着。9月18日の対東北楽天ゴールデンイーグルス戦（福岡PayPayドーム）には「1番・二塁手」で先発出場し、4安打を打ちプロ入り初の猛打賞を記録。また、この試合2盗塁を決め、両リーグを通じてシーズン20盗塁1番乗りを果たした。10月13日の対オリックス・バファローズ戦（京セラドーム大阪）、3回一死一塁の場面で、ここまで31イニング連続無失点を続けていた山本由伸から決勝点となる適時三塁打を打った。10月18日の対東北楽天ゴールデンイーグルス戦（福岡PayPayドーム）で自身初の1試合3盗塁を記録した。10月22日の対北海道日本ハムファイターズ戦（札幌ドーム）、5回に二盗を決め、シーズン盗塁数が育成出身者としては史上最多の42個となった。25日の埼玉西武ライオンズ戦（福岡PayPayドーム）で9試合連続・月間19盗塁の球団記録に並ぶ。28日の千葉ロッテマリーンズ戦（福岡PayPayドーム）で福本豊の持つ日本記録「11試合連続盗塁」に並び、翌日の千葉ロッテマリーンズ戦（福岡PayPayドーム）で「12試合連続盗塁」のプロ野球新記録を樹立した。30日の埼玉西武ライオンズ戦（ベルーナドーム）でも成功し記録を13に伸ばすが、翌31日の埼玉西武ライオンズ戦（ベルーナドーム）では盗塁の機会が訪れずストップした。11月9日、レギュラーシーズン最終戦対埼玉西武ライオンズ戦（福岡PayPayドーム）3回裏に盗塁を成功させ、規定打席不足の選手としては、1951年に52盗塁を成功させた土屋五郎（国鉄）以来日本プロ野球史上2人目、パ・リーグでは史上初となるシーズン50盗塁到達者となった。平成生まれでシーズン50盗塁は金子侑司以来2人目の快挙となった。最終的に50盗塁で盗塁王を獲得、育成ドラフトで入団した選手としては初めて打撃部門タイトルを手にした。規定打席未達の選手が盗塁王となるのは、2011年の藤村大介（読売ジャイアンツ）以来日本プロ野球史上11人目、パ・リーグでは1966年の山本公士（阪急）、1967年の西田孝之（東京オリオンズ）に続き史上3人目。打撃面でも、足の速さを活かしてリーグ2位となる7本の三塁打を記録したほか、9月と10月には2か月連続で月間打率3割超えを記録し、レギュラーシーズンの日曜日に限ると48打数22安打の打率.458、9月27日からは5週連続日曜日の試合で猛打賞を記録して「サンデー佑京」と呼ばれるなど、攻撃面での飛躍を見せた。一方でリーグ最多の12失策（二塁手8・遊撃手4）を記録するなど守備面では課題が残った。千葉ロッテマリーンズとのクライマックスシリーズでは、第2戦で8回に相手を突き放す適時三塁打を打ち、チームの日本シリーズ出場に貢献した。読売ジャイアンツとの日本シリーズでは、全試合フルイニング出場したが、打撃では1安打1盗塁に終わった。ただし、課題とされた守備でチームに貢献し、リーグ優勝試合に引き続き、日本一決定の試合でも最後のアウトを取った。オフに、2000万円増となる推定年俸4000万円で契約を更改した。
2021年は「1番・二塁手」で開幕スタメン入りを果たし、その後も多くの試合で1番打者として起用されたが打撃不振が続き交流戦からは代走での出場が中心となった。しかし8度の代走機会で牽制死2つ、盗塁死1つ、走塁死1つと精彩を欠いた。さらに6月10日、同日に二軍戦と一軍戦に出るいわゆる“親子出場”の二軍戦で右手を負傷。診断の結果は右手人差し指の末節骨骨折であり翌11日に登録を抹消された。8月13日、後半戦の開幕と共に一軍復帰を果たし8度の代走機会で5盗塁と役割を果たしていたが、右肩を痛めて8月29日に再び登録抹消となった。肩の状態は深刻で3ヶ所の病院を回ったがいずれの病院でも手術が必要な状態であると診断され、手術を決断。9月10日に右肩関節鏡視下関節唇形成術を受け、復帰に約6か月を要する見込みであることが球団から発表された。残りのシーズンはリハビリに費やし、この年は70試合の出場で打率.201・3本塁打・5打点・21盗塁という成績に終わり、オフに400万円減となる推定年俸3600万円で契約を更改した。
2022年は6月7日の対阪神タイガース戦（福岡PayPayドーム）で通算100盗塁を記録。18日の対楽天戦では「人生初」というサヨナラ本塁打を松井裕樹から放ち、チームの首位浮上に貢献した。8月4日の対日本ハムファイターズ戦（札幌ドーム）では1回表に杉浦稔大から自身初の初回先頭打者本塁打、8月13日の対オリックス・バファローズ戦（福岡PayPayドーム）では4-4の同点の9回一死無走者の打席で宇田川優希からシーズン2本目のサヨナラ本塁打を放った。80試合の出場で打率.267、自己最多を更新する5本塁打を放つなど、打撃面で存在感を示した。12月12日には400万円アップの推定年俸4000万円で契約を更改した。
2023年、シーズン開幕後は、4月11日の日本ハム戦で1試合3盗塁を記録し、チームのサヨナラ勝ちに貢献した。7月30日のロッテ戦では延長11回二死満塁に澤村拓一からサヨナラ適時打を放った。9月8日の楽天戦では岸孝之からプロ入り初となる満塁本塁打を放った。9月23日の対オリックス・バファローズ戦（福岡PayPayドーム）、通算150盗塁を記録。また、9、10月度には26試合に出場、12度のマルチ安打、2度の猛打賞を放つなど安打を量産し、リーグトップの打率.330、34安打、12盗塁を記録、自身初および育成選手出身野手初となる大樹生命月間MVP賞を受賞した。最終的に114試合に出場し、規定打席には到達できなかったものの、小深田大翔（楽天）と同数の36盗塁で2回目の盗塁王を獲得した。11月26日のファンフェスティバルで翌年から選手会長を務めることが発表された。12月20日、500万円増となる推定年俸4500万円で契約を更改した。
2024年は、3月31日のオリックス戦から4月13日の西武戦まで11試合連続得点。4月13日の西武戦で自身初の5打数5安打を放ち、6出塁、2盗塁も記録した。5月7日の日本ハム戦で矢澤宏太からサヨナラ犠牲フライを放った。6月23日のロッテ戦（みずほPayPayドーム福岡）では種市篤暉から決勝本塁打を放った。チームがリーグ優勝を決めた9月23日のオリックス戦（京セラドーム大阪）では4回才木海翔から2点三塁打を放ち、チームを逆転へと導いた。7年目で初めて規定打席に到達し、4年ぶりのリーグ優勝に貢献した。打率.269、41盗塁で2年連続3度目の盗塁王を獲得した。日本ハムとのクライマックスシリーズでは第1戦伊藤大海から4回に中前打、二盗成功、CS初盗塁となった。第3戦で4回に山﨑福也から勝ち越し適時打を放った。11月12日にはゴールデングラブ賞、同月25日にはベストナインに選出。両賞とも7年目にして初受賞となった。12月27日、6500万円アップの推定年俸1億1000万円で契約を更改した。
2025年、開幕から「1番・中堅手」で先発出場し、4月10日の対オリックス3回戦（京セラドーム大阪）で開幕から11試合連続安打を記録。また同試合で2盗塁を成功、NPB史上80人目となる通算200盗塁を達成する。その後4月17日の対楽天3回戦（みずほPayPayドーム福岡）まで開幕から16試合連続安打を記録したものの、続く対西武4、5回戦（ベルーナドーム）では左膝の状態を考慮し出場機会はなく、記録は途切れたと思われたが、規定により記録継続が認められた。同月23日、対オリックス5回戦（みずほPayPayドーム福岡）で1回に三塁への内野安打を放ち、球団記録に並ぶ開幕19試合連続安打を記録したものの、その試合でオリックス3番手権田琉成から右膝付近に死球を受けそのまま退場、続く仙台での楽天3連戦はチームには帯同したものの試合は欠場して回復に努め、同月29日、本拠地に戻り対日本ハム3回戦で4試合ぶりにスタメン復帰の予定だったが、試合前練習の後に急転し戦列を離れ登録抹消となる。5月1日、球団から右腓骨骨折と発表された。5月20日に出場登録されると、5月28日の日本ハム戦で柳川大晟からサヨナラ二塁打を放った。7月19日の西武戦で規定打席再到達。2年連続でオールスターに出場した。7月29日の日本ハム戦（エスコンフィールドHOKKAIDO）で2022年8月4日の日本ハム戦（札幌ドーム）以来2度目の先頭打者本塁打を山﨑福也から放った。

## 代表経歴
2018年、シーズンオフは10月19日から開催された第2回WBSC U-23ワールドカップの日本代表に選出された。初戦の対南アフリカ戦で公式戦初本塁打を記録した。
2019年、シーズン終了後の11月に開催された第2回WBSCプレミア12に足の速さを評価され、日本代表に選出された。なお、球団の育成ドラフト出身選手が日本代表に選出されるのは、千賀滉大・甲斐拓也に次いで3人目。本大会でも主に代走として起用され、大会最多となる4盗塁を記録した。特に、スーパーラウンド初戦の対オーストラリア戦（11月11日・ZOZOマリンスタジアム）では1点を追う7回裏に吉田正尚の代走として出場すると二盗三盗を決め、源田壮亮のセーフティーバントでホームインし同点とする活躍を見せチームの勝利に貢献した。
2023年、シーズン開幕前の3月に開催された第5回ワールド・ベースボール・クラシック（WBC）の日本代表に選出された。準決勝のメキシコ代表戦（ローンデポ・パーク）で9回裏に一塁走者吉田正尚の代走として出場し、村上宗隆が打った打球に対して迷わずスタートを切り、一塁から全力疾走で本塁生還しサヨナラ勝ちを収め、日本代表の決勝進出に貢献した。

## 選手としての特徴
一塁到達タイムは3秒8の俊足を持ち、守備では内外野どこでも守れるユーティリティープレイヤー。2023 ワールド・ベースボール・クラシック準決勝の対メキシコ代表戦では時速33.4km/hで走りサヨナラのホームを踏んだ。あまりの速さにインターネット上で「周東は一塁でも得点圏（元来は走者が二塁および三塁にいることを得点チャンスが大きいことから「得点圏」と呼ぶが、周東であればどこの塁にいても得点に繋がるという意味）」という言葉が生まれた。
周東は盗塁においてスタートを切る際、投手の足が動いてからスタートしていては遅く、投手だけでなく投手のバックになっているスタンドの観客なども一緒にぼやっと見ることにより、投手が足を動かす前に必ずどこかが少しでも動くのが分かってくるため、それをベンチにいる時から見て把握しておくとのこと。スタートして左足、右足と踏み込んで3歩目の左足を踏み込む時にトップスピードになるようにしており、二盗の場合は一塁ベースと二塁ベースの外側を結んだ線上を一直線に二塁ベースの右端目掛けて走り、走行中は投手や投球を見ずに遊撃手の動きで判断、ヘッドスライディングはスピードが落ちるため行わず、左右どちらか合う方の足を突き刺すイメージで足からスライディングしている。
打撃では広角に打ち分ける技術とパンチ力が魅力。

## 人物
名前の「佑京（うきょう）」は1990年代にF1レーサーとして活躍した片山右京から取られた。
父親の従兄弟として、陸上競技110mハードルの元日本記録保持者で1992年バルセロナオリンピック日本代表の岩崎利彦がいる。
2020年6月20日に結婚した。

## 詳細情報

### 年度別打撃成績
| 年 度     | 球 団        | 試 合 | 打 席 | 打 数 | 得 点 | 安 打 | 二 塁 打 | 三 塁 打 | 本 塁 打 | 塁 打 | 打 点 | 盗 塁 | 盗 塁 死 | 犠 打 | 犠 飛 | 四 球 | 敬 遠 | 死 球 | 三 振 | 併 殺 打 | 打 率 | 出 塁 率 | 長 打 率 | O P S |
| --------- | ------------ | ----- | ----- | ----- | ----- | ----- | -------- | -------- | -------- | ----- | ----- | ----- | -------- | ----- | ----- | ----- | ----- | ----- | ----- | -------- | ----- | -------- | -------- | ----- |
| 2019      | ソフトバンク | 102   | 114   | 102   | 39    | 20    | 3        | 2        | 1        | 30    | 6     | 25    | 5        | 10    | 0     | 2     | 0     | 0     | 27    | 1        | .196  | .212     | .294     | .506  |
| 2020      | ソフトバンク | 103   | 346   | 307   | 48    | 83    | 8        | 7        | 1        | 108   | 27    | 50    | 6        | 11    | 2     | 24    | 0     | 2     | 79    | 2        | .270  | .325     | .352     | .677  |
| 2021      | ソフトバンク | 70    | 188   | 169   | 24    | 34    | 1        | 0        | 3        | 44    | 5     | 21    | 5        | 6     | 0     | 12    | 0     | 1     | 49    | 1        | .201  | .258     | .260     | .519  |
| 2022      | ソフトバンク | 80    | 318   | 288   | 48    | 77    | 5        | 4        | 5        | 105   | 15    | 22    | 4        | 3     | 2     | 22    | 0     | 3     | 56    | 4        | .267  | .324     | .365     | .688  |
| 2023      | ソフトバンク | 114   | 268   | 237   | 52    | 57    | 5        | 1        | 2        | 70    | 17    | 36    | 7        | 7     | 1     | 20    | 0     | 3     | 56    | 3        | .241  | .307     | .295     | .602  |
| 2024      | ソフトバンク | 123   | 477   | 428   | 63    | 115   | 15       | 5        | 2        | 146   | 26    | 41    | 13       | 10    | 3     | 26    | 0     | 10    | 90    | 4        | .269  | .323     | .341     | .664  |
| 通算：6年 | 通算：6年    | 592   | 1711  | 1531  | 274   | 386   | 37       | 19       | 14       | 503   | 96    | 195   | 40       | 47    | 8     | 106   | 0     | 19    | 357   | 15       | .252  | .307     | .329     | .636  |

- 2024年度シーズン終了時
- 各年度の太字はリーグ最高

### WBSCプレミア12での打撃成績
| 年 度 | 代 表 | 試 合 | 打 席 | 打 数 | 得 点 | 安 打 | 二 塁 打 | 三 塁 打 | 本 塁 打 | 塁 打 | 打 点 | 盗 塁 | 盗 塁 死 | 犠 打 | 犠 飛 | 四 球 | 敬 遠 | 死 球 | 三 振 | 併 殺 打 | 打 率 | 出 塁 率 | 長 打 率 | O P S |
| ----- | ----- | ----- | ----- | ----- | ----- | ----- | -------- | -------- | -------- | ----- | ----- | ----- | -------- | ----- | ----- | ----- | ----- | ----- | ----- | -------- | ----- | -------- | -------- | ----- |
| 2019  | 日本  | 7     | 0     | 0     | 3     | 0     | 0        | 0        | 0        | 0     | 0     | 4     | 0        | 0     | 0     | 0     | 0     | 0     | 0     | 0        | .---  | .---     | .---     | .---  |

- 太字は大会最高

### WBCでの打撃成績
| 年 度 | 代 表 | 試 合 | 打 席 | 打 数 | 得 点 | 安 打 | 二 塁 打 | 三 塁 打 | 本 塁 打 | 塁 打 | 打 点 | 盗 塁 | 盗 塁 死 | 犠 打 | 犠 飛 | 四 球 | 敬 遠 | 死 球 | 三 振 | 併 殺 打 | 打 率 | 出 塁 率 | 長 打 率 | O P S |
| ----- | ----- | ----- | ----- | ----- | ----- | ----- | -------- | -------- | -------- | ----- | ----- | ----- | -------- | ----- | ----- | ----- | ----- | ----- | ----- | -------- | ----- | -------- | -------- | ----- |
| 2023  | 日本  | 5     | 1     | 1     | 1     | 0     | 0        | 0        | 0        | 0     | 0     | 0     | 0        | 0     | 0     | 0     | 0     | 0     | 1     | 0        | .000  | .000     | .000     | .000  |

### 年度別守備成績
| 年 度 | 球 団        | 二塁  | 二塁  | 二塁  | 二塁  | 二塁  | 二塁     | 三塁  | 三塁  | 三塁  | 三塁  | 三塁  | 三塁     | 遊撃  | 遊撃  | 遊撃  | 遊撃  | 遊撃  | 遊撃     | 外野  | 外野  | 外野  | 外野  | 外野  | 外野     |
| 年 度 | 球 団        | 試 合 | 刺 殺 | 補 殺 | 失 策 | 併 殺 | 守 備 率 | 試 合 | 刺 殺 | 補 殺 | 失 策 | 併 殺 | 守 備 率 | 試 合 | 刺 殺 | 補 殺 | 失 策 | 併 殺 | 守 備 率 | 試 合 | 刺 殺 | 補 殺 | 失 策 | 併 殺 | 守 備 率 |
| ----- | ------------ | ----- | ----- | ----- | ----- | ----- | -------- | ----- | ----- | ----- | ----- | ----- | -------- | ----- | ----- | ----- | ----- | ----- | -------- | ----- | ----- | ----- | ----- | ----- | -------- |
| 2019  | ソフトバンク | 5     | 13    | 10    | 0     | 3     | 1.000    | 3     | 0     | 4     | 0     | 1     | 1.000    | -     | -     | -     | -     | -     | -        | 82    | 62    | 0     | 2     | 0     | .969     |
| 2020  | ソフトバンク | 66    | 106   | 170   | 8     | 42    | .972     | 5     | 2     | 2     | 0     | 1     | 1.000    | 22    | 24    | 57    | 4     | 11    | .953     | 33    | 14    | 0     | 0     | 0     | 1.000    |
| 2021  | ソフトバンク | 54    | 86    | 95    | 5     | 16    | .973     | -     | -     | -     | -     | -     | -        | 3     | 5     | 10    | 0     | 3     | 1.000    | 8     | 1     | 0     | 0     | 0     | 1.000    |
| 2022  | ソフトバンク | 1     | 1     | 0     | 0     | 0     | 1.000    | 54    | 36    | 62    | 5     | 6     | .951     | -     | -     | -     | -     | -     | -        | 50    | 69    | 1     | 0     | 0     | 1.000    |
| 2023  | ソフトバンク | 5     | 15    | 13    | 0     | 3     | 1.000    | 14    | 7     | 13    | 1     | 1     | .952     | -     | -     | -     | -     | -     | -        | 94    | 136   | 5     | 0     | 1     | 1.000    |
| 2024  | ソフトバンク | -     | -     | -     | -     | -     | -        | -     | -     | -     | -     | -     | -        | -     | -     | -     | -     | -     | -        | 121   | 261   | 8     | 1     | 2     | .996     |
| 通算  | 通算         | 131   | 221   | 288   | 13    | 64    | .975     | 76    | 45    | 81    | 6     | 9     | .955     | 25    | 29    | 67    | 4     | 14    | .960     | 388   | 543   | 14    | 3     | 3     | .995     |

- 2024年度シーズン終了時
- 太字年はゴールデングラブ賞受賞年

### タイトル
- 盗塁王：3回（2020年、2023年、2024年）

### 表彰
NPB
- ベストナイン：1回（外野手部門：2024年）
- ゴールデングラブ賞：1回（外野手部門：2024年）
- コミッショナー特別表彰：1回（特別賞：2020年）※13試合連続盗塁のプロ野球新記録
- 月間MVP：1回（2023年9・10月）
- オールスターゲーム敢闘選手賞 : 1回（2025年）
- オールスターゲームマイナビドリーム賞 : 1回（2025年）
- フレッシュオールスターゲーム優秀選手賞：1回（2018年[84]）

国際大会
- WBSCプレミア12最多盗塁：1回（2019年）

### 記録
初記録
- 初出場：2019年4月7日、対千葉ロッテマリーンズ3回戦（福岡ヤフオク!ドーム）、9回表に三塁手として出場
- 初盗塁：2019年4月9日、対北海道日本ハムファイターズ1回戦（長崎ビッグNスタジアム）、8回裏に二盗（投手：ジャスティン・ハンコック、捕手：鶴岡慎也）
- 初打席：2019年4月20日、対埼玉西武ライオンズ5回戦（メットライフドーム）、8回表にカイル・マーティンから四球
- 初先発出場：2019年4月21日、対埼玉西武ライオンズ6回戦（メットライフドーム）、「2番・左翼手」として先発出場
- 初打点：同上、4回表に髙橋光成から投前犠打
- 初安打・初本塁打：同上、5回表に高木勇人から右越3ラン

節目の記録
- 150盗塁：2023年9月23日、対オリックス・バファローズ23回戦（福岡PayPayドーム）、5回裏に二盗（投手：田嶋大樹、捕手：若月健矢） ※史上133人目[85]
- 200盗塁：2025年4月10日、対オリックス・バファローズ3回戦（京セラドーム大阪）、5回表に二盗（投手：アンダーソン・エスピノーザ、捕手：若月健矢）※史上80人目[63]

その他の記録
- オールスターゲーム出場：2回（2024年、2025年）
- 13試合連続盗塁：2020年10月30日、対埼玉西武ライオンズ21回戦（メットライフドーム）、7回表に二盗（投手：小川龍也、捕手：森友哉） [26] ※世界記録
- 規定打席未到達でシーズン50盗塁 ※パ・リーグ史上最多

### 背番号
- 121（2018年[8] - 2019年3月25日）
- 23（2019年3月26日[14] - ）
- 9（2023年WBC）

### 登場曲
- 「REVOLUTION」Crystal Kay feat. 安室奈美恵（2020年 - ）
- 「Wake Your Dreams」下松翔（2021年 - ）
- 「Chain Hang Low」 Crizzly（2024年 - ）
- 「evolution」浜崎あゆみ（2024年 - ）

### 代表歴
- 2018 WBSC U-23ワールドカップ 日本代表
- 2019 WBSCプレミア12 日本代表
- 2023 ワールド・ベースボール・クラシック日本代表

## 関連情報

### CM
- タマホーム（2021年3月 - ）
  - 『練習のメロディ編』（栗原陵矢と共演）
- 車買取らくだ（2025年3月 - ）